# I vichinghi (film 1958)
I vichinghi (The Vikings) è un film del 1958 diretto da Richard Fleischer.
Si tratta di uno spettacolare film d'avventura a sfondo storico, girato negli stessi luoghi ove si svolge l'azione, Il film ha fatto un uso notevole di luoghi naturali in Norvegia. È stato girato principalmente a Maurangerfjorden e Maurangsnes, catturati su pellicola dal direttore della fotografia Jack Cardiff. Nella versione originale la voce narrante è di Orson Welles. L'attore Kirk Douglas, oltre che protagonista, fu anche coproduttore.

## Trama
Gli inglesi di re Aella sono da tempo in guerra con i vichinghi guidati dal re Ragnar e da suo figlio Einar. I pirati catturano la nave che trasporta verso l'Inghilterra la bella principessa Morgana, destinata a sposare Aella, con l'intenzione di chiedere un forte riscatto per la sua liberazione. 

Una scena del film

Lo schiavo Eric, condannato a morte per aver lanciato contro Einar un falco che gli ha accecato un occhio, viene liberato da Egbert (un gallese alleato dei vichinghi) che ha riconosciuto in lui il legittimo erede al trono d'Inghilterra, usurpato da Aella. Eric fugge con la principessa Morgana. Durante il loro inseguimento, Ragnar viene catturato.
Aella ordina che Ragnar venga gettato in pasto ai lupi, poi fa tagliare una mano ad Eric per punirlo del suo tentativo di evitare a Ragnar una morte ingloriosa. Poiché Morgana gli rifiuta il matrimonio, la fa imprigionare in una torre. Raggiunto il campo dei vichinghi, Eric convince Einar ad organizzare una spedizione contro Aella per liberare Morgana, di cui entrambi sono innamorati. Dopo aver sconfitto Aella, i due giovani si affrontano in duello per conquistare Morgana. Einar, che nel frattempo ha scoperto che Eric è in realtà suo fratello (in una passata scorreria Ragnar aveva rapito la regina inglese lasciandole un figlio, appunto Eric, poi inviato ancora in fasce al sicuro all'estero) e che Morgana è innamorata di lui, esita nell'attacco finale e si fa uccidere da Eric.
Eric sposerà Morgana, diventando re d'Inghilterra e ponendo fine alla guerra con i vichinghi.

## Storicità dei personaggi
Il regista si è ispirato nella trama ad alcuni personaggi delle saghe: Aella è il re Aelle II di Northumbria, il vichingo Ragnar è Ragnarr Loðbrók. Nella tradizione Ragnar, un vichingo imparentato con i re di Danimarca, viene gettato in una fossa piena di serpenti, e non di lupi, come mostrato nel film. 
Ragnar tuttavia lasciava effettivamente, alla sua morte, avvenuta nell'850, un figlio, Ivar detto Senz'Ossa, il quale per vendicare il padre nell'865 invase il regno dell'East Anglia e, l'anno successivo, la Northumbria approfittando delle rivalità tra questi due regni anglosassoni. Ivar uccise il re dell'East Anglia, anche se la sua impresa più nota resta l'assedio (anno 867) di Nottingham, di cui si fece signore, divenendo così padrone di East Anglia, Northumbria e Mercia. Il dominio vichingo declinò in quest'area solo dopo l'871, all'apparire vittorioso di re Alfredo del Wessex, detto poi "il Grande" (ovvero il primo grande sovrano britannico).  

## Riconoscimenti
- 1958 - Festival internazionale del cinema di San Sebastián
  - Concha de Plata al miglior attore a Kirk Douglas
- 1959 - DGA Award
  - Candidatura alla Miglior regia a Richard Fleischer
- 1959 - Laurel Awards
  - Miglior film d'azione drammatico

## Curiosità
Nel film, il re Ragnar, interpretato da Ernest Borgnine, è il padre di Einar, interpretato da Kirk Douglas. Nella realtà, i due attori sono quasi coetanei, e per la precisione, Kirk Douglas (classe 1916) è più anziano di Borgnine (classe 1917).
Il castello che viene attaccato dai Vichinghi, nella battaglia finale, è Fort-la-Latte che si trova in Bretagna (Francia).
I movimenti del duello finale tra Einar e Eric, verranno usati nel 1982 per il film d'animazione di Don Bluth, Brisby e il segreto di NIMH, nel duello finale tra Giustino e Cornelius.